# Stenotarsus pauli
Stenotarsus pauli es una especie de coleóptero de la familia Endomychidae.

## Distribución geográfica
Habita en África del Este.